# اوتنانگ ام هوسروک
اوتنانگ ام هوسروک (به آلمانی: Ottnang am Hausruck) یک منطقهٔ مسکونی در اتریش است که در ناحیه وکلابروک واقع شده‌است. اوتنانگ ام هوسروک ۳۰ کیلومتر مربع مساحت دارد ۵۵۴ متر بالاتر از سطح دریا واقع شده‌است.